# Cruchten (Luxemburg)
Cruchten (Luxemburgs: Kruuchten, Duits: Kruchten) is een plaats in de gemeente Nommern en het kanton Mersch in Luxemburg.
Cruchten telt 389 inwoners (2001).
Uertschaft: Cruchten · Nommern · Niederglabach · Oberglabach · Schrondweiler

Lieu-dit: Beisten · Bourghof · Kleinbourghof · Schleiderhof · Seylerhof

Luxemburgse gemeenten · Kanton Mersch · Luxemburg